# Radio Garden
Radio Garden 是一個位於荷蘭的非營利組織的收音機和數位研究計畫，由荷蘭聲音與視覺研究所（在馬丁路德哈勒·維滕貝格大學 Golo Föllmer 監督下）於2013年至2016年間開發，並與跨國收音機知識平台和其他五所歐洲大學合作。 根據該服務，其理念是打破收音機的界限。 在2016年，當註冊站台數超過8,000個時，它開始受到歡迎，並在2016年廣為傳播，這是在「2016年收音機會議：跨國相遇」中宣布的。